# Teresa Madasú
Teresa Madasú y Celestino o Teresa Madasú de Avellaneda (Zaragoza, 13 de mayo de 1848-Madrid, 11 de marzo de 1917) fue una pintora, dibujante y litógrafa española. 

## Biografía

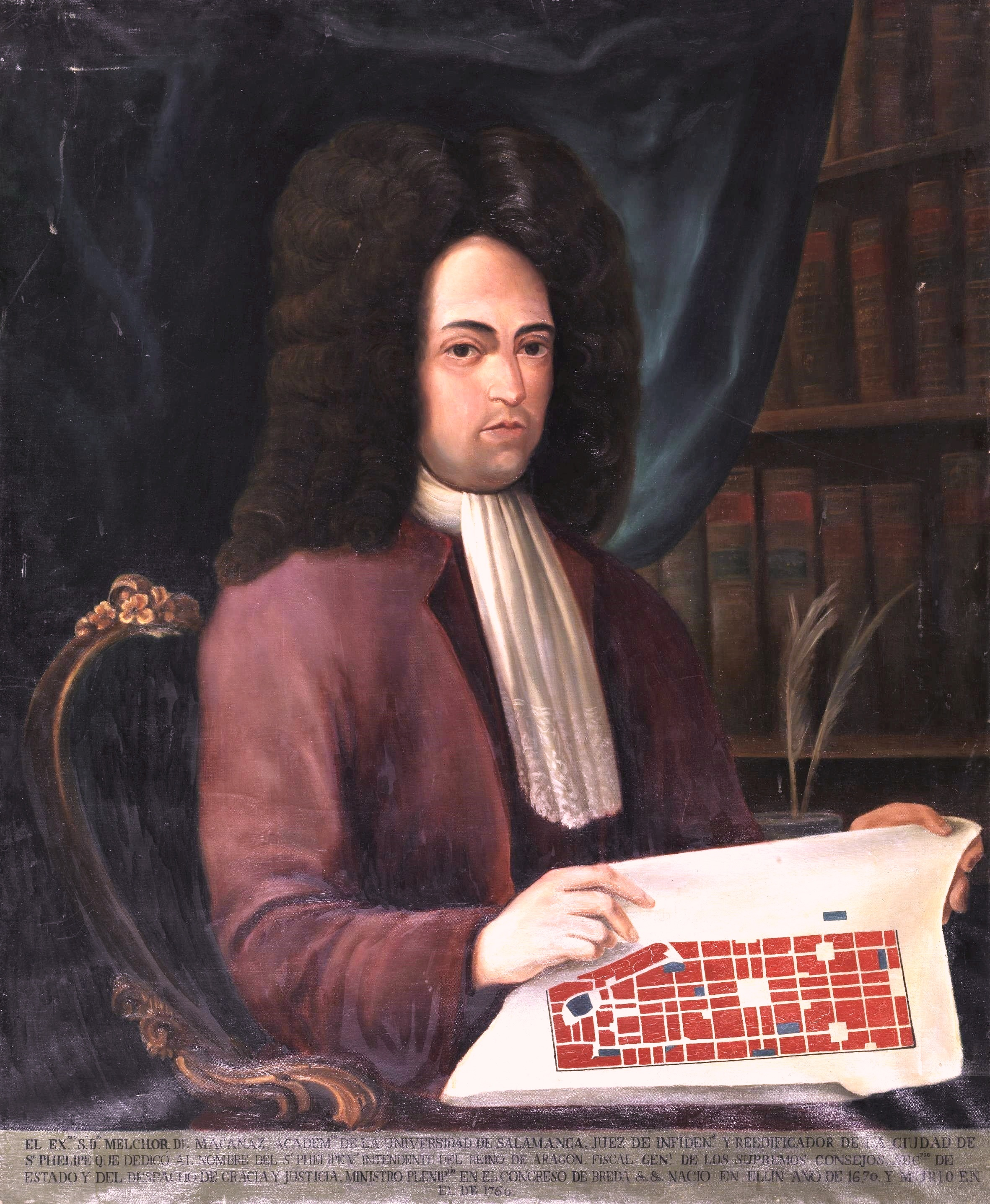
Teresa Madasú, copia del retrato de Melchor de Macanaz, Museo del Prado.

Su padre, Antonio Madasú y Tomás, tras servir once años como militar en el ejército, estuvo trabajando hasta 1865 como oficial de hacienda en Biescas, Ayerbe y Huesca, siendo destinado posteriormente a Linares en las minas del estado. Teresa Madasú se crio en Linares. Desde muy joven dio muestra de una excepcional aptitud para el dibujo. Se dedicó a la práctica de copias, a reproducir un retrato litográfico de Emilio Castelar y los grabados del periódico de modas Le Magasin des Demoiselles. Estos trabajos llamaron la atención del ingeniero director de las minas de Linares, Luis Fernández Sedeño (1826-1874), que le animó a llevar a cabo dibujos de fósiles. La calidad del resultado hizo que le propusieran la realización de dibujos para los grabados del Boletín de la Comisión del Mapa Geológico de España. En el primer volumen de esta revista, correspondiente al año 1874, se publicaron ocho láminas de dibujos suyos firmadas como Teresa Madassú, siete correspondientes a un trabajo de Luis Mariano Vidal y una para un trabajo de Román de Igunza.
Tras el cese de su padre en 1871, la familia se fue a vivir a Madrid, donde Teresa y sus tres hermanas tuvieron que trabajar como costureras para ayudar en la casa, pues el padre padecía una grave enfermedad y el único hermano, alférez del ejército, había fallecido en Cuba. Fue entonces cuando en 1872, el pintor y arqueólogo Paulino Savirón y Esteban, amigo de la familia, ayudó a Teresa para que trabajara como dibujante en la publicación Museo Español de Antigüedades que editaba José Gil Dorregaray. Fue la primera alumna matriculada en la Escuela Especial de Pintura, Escultura y Grabado de Madrid en el curso 1873 -1874,esta Escuela Especial de Pintura, Escultura y Grabado estaba segregada de la Academia de Bellas Artes de San Fernando pero con sede en el mismo edificio.
Hacia 1876, y tras varios años de formación y trabajos como copista e ilustradora, se casó con el funcionario de hacienda Joaquín Avellaneda y Rico, finalizando en 1880 sus estudios de la Academia. Falleció el 11 de marzo de 1917 en Madrid. Su viudo se volvió a casar en 1918 con Dolores Millán.

## Formación y desarrollo
Se formó en la Escuela Especial de Pintura, Escultura y Grabado de Madrid. Participó en diversas muestras y certámenes. Fue copista y litografista y participó en la edición del mapa geológico del alemán Gustavo Pfeiffer. A la Exposición Nacional de Bellas Artes de 1876 mandó una copia, realizada con la técnica de la aguada, de un retablo indio consagrado a la diosa Durga, y a la edición de 1890 envió un retrato femenino.
A partir de 1873 asistió a la cátedra de dibujo para señoritas del Conservatorio de las Artes que, dirigida por el pintor José Vallejo, acababa de inaugurarse. El profesor Vallejo, viendo su talento, quiso orientarla en su carrera y le hizo asistir a las cátedras de tarde y noche. Entretanto se dedicó a copiar objetos del Museo Arqueológico y a dibujar para publicaciones como La Ilustración Católica.
Recibió una beca del Ministerio de Fomento y fue premiada en varias exposiciones tanto por sus dibujos y acuarelas como por sus trabajos litográficos. Estaba registrada en el Libro de copistas del Museo del Prado el 11 de junio de 1875. A partir 1880, cuando termina sus estudios en la Academia, comienza una prolífica labor, colaborando en distintos medios e instituciones, siendo una avanzada mujer profesional e independiente. El periódico El Globo le encarga un dibujo sobre la urna con los restos de Calderón, grabado que se publicaría en portada del periódico. Poco después seguiría trabajando en los dibujos de fósiles para "El mapa geológico de España", y en 1888 la designaron para impartir las clases de la nueva asignatura “Dibujo con aplicación a las artes y a la industria” en la Asociación para la Enseñanza de la mujer.